# Partij van de Corsicaanse Natie
De Partij van de Corsicaanse Natie (Corsicaans: Partitu di a Nazione Corsa) of PNC is een Franse regionale politieke partij, die pleit voor een zelfstandig Corsica. De PNC is lid van de Régions et peuples solidaires , een organisatie van regionale partijen in Frankrijk. Op Europees niveau is ze lid van de Europese Vrije Alliantie.

## Geschiedenis
De partij is op 24 juli 2002 in Corte gevormd door een fusie van de Unie van het Corsicaanse volk, A Scelta Nova en later A Mossa Naziunale. Op 7 december dat jaar werd het congres van de oprichting gehouden in Furiani.
Tussen 2009 en 2014 was de PNC-lid François Alfonsi afgevaardigde in het Europees Parlement.
Samenstelling per 27 juli 2019 
 De deelnemende partijen met de meeste zetels worden genoemd, alleen de partijen met een enkele zetel binnen de fractie ontbreken.